# Aprilie 1982
Acest articol este generat integral pe baza informațiilor din articolul 1982 și este actualizat periodic de un robot.
 Editările făcute în articol vor fi șterse la următoarea actualizare! Dacă doriți să faceți modificări, editați articolul-sursă.

ianuarie -
februarie -
martie -
aprilie -
mai -
iunie -
iulie -
august -
septembrie -
octombrie -
noiembrie -
decembrie
Aprilie 1982 a fost a patra lună a anului și a început într-o zi de joi.

## Evenimente
- 2 aprilie: Trupe argentiniene debarcă în insulele Falkland, declanșînd Războiul Malvinelor, dintre Argentina și Marea Britanie, care a durat până la 14 iunie 1982.

## Nașteri
- 1 aprilie: Andrei Corneencov, fotbalist din R. Moldova
- 1 aprilie: Róbert Vittek, fotbalist slovac (atacant)
- 2 aprilie: Marco Amelia, fotbalist italian (portar)
- 2 aprilie: David Ferrer, jucător spaniol de tenis
- 5 aprilie: Thomas Hitzlsperger, fotbalist german
- 5 aprilie: Ramona Pop, atletă română
- 5 aprilie: Lacey Duvalle, actriță porno nord-americană
- 8 aprilie: Iulia Vasilica Curea (n. Pușcașu), handbalistă română
- 8 aprilie: Gennady Golovkin, boxer kazah
- 8 aprilie: Iulia Pușcașu, fotbalistă română
- 10 aprilie: Alina Militaru, săritoare în lungime română
- 12 aprilie: Fuad Backović-Deen, cântăreț bosniac
- 12 aprilie: Ileana Lazariuc, actriță română
- 12 aprilie: Anna Sivkova, scrimeră rusă
- 13 aprilie: Bruno Gagliasso, actor brazilian
- 14 aprilie: Annamária Bogdanović, handbalistă maghiară
- 15 aprilie: Albert Riera Ortega, fotbalist spaniol
- 20 aprilie: Sayaka Kamiya, actriță japoneză
- 20 aprilie: Dario Knežević, fotbalist croat
- 21 aprilie: Piotr Fiodorov, actor rus
- 21 aprilie: Teo Milea, pianist român
- 21 aprilie: Misako Yasuda, actriță japoneză
- 22 aprilie: Kaká (Ricardo Izecson dos Santos Leite), fotbalist brazilian
- 23 aprilie: Kyle Robert Beckerman, fotbalist american
- 23 aprilie: Louise Bager Due, handbalistă daneză
- 24 aprilie: Kelly Clarkson, cântăreață americană
- 26 aprilie: Leandro Ângelo Martins (aka Leandro Tatu), fotbalist brazilian (atacant)
- 26 aprilie: Leandro Ângelo Martins, fotbalist brazilian
- 26 aprilie: Alex Goldiș, critic și istoric literar român
- 28 aprilie: Tereza Ludmila Pîslaru, handbalistă română
- 29 aprilie: Travis Smith, muzician american
- 30 aprilie: Kirsten Dunst, actriță americană

## Decese
Constantin Marinescu, istoric român (n. 1891)
Journal Kyaw Ma Ma Lay, 64 ani, scriitoare birmană (n. 1917)
Charles Aberg (Charles Preston Aberg III), 36 ani, artist american (n. 1945)
Richard Bordenache, 76 ani, arhitect român (n. 1905)
Gianni Rodari, 59 ani, scriitor de literatură pentru copii italian (n. 1920)
Hans Wühr, 91 ani, istoric al artei român de etnie germană (n. 1891)
Ville Ritola (Vilho Eino Ritola), 86 ani, atlet finlandez (n. 1896)
László Dombrovszky, 87 ani, pictor maghiar (n. 1894)